# ルノー・アラスカン
アラスカン(ALASKAN)は、ルノーが製造・販売するピックアップトラックである。

## 概要
1トンクラスのピックアップトラックとしてはルノー初の車種とされる。2015年にコンセプトモデルを発表した後、2016年秋メキシコに所在する日産自動車の工場にて生産され、コロンビアで初めて発売された。
以下、特記無き場合コロンビア仕様で説明する。
日産・ナバラ/フロンティア（D23型）と基本メカニズムを共有しながら、デザイン（主にフロントマスク）はルノー独自のデザインとなる。ナバラ / フロンティア（D23型）とは異なり、ボディタイプはダブルキャブのみの設定。
YD25DDTiを基とする2.5 Lディーゼルターボエンジンを搭載する。ミッションは6速マニュアルトランスミッションと7速オートマチックトランスミッションが選択出来る。駆動方式は4WD（パートタイム式）となる。
悪路走破性や堅牢性の他、インテリジェントキーシステムやオートエアコン、上質なシートなどの快適装備もアピールしている。
今後はアルゼンチンで2018年までに完成する日産・ルノーアライアンスの新工場やスペインの工場でも生産され、南米の他ヨーロッパやオセアニアでの販売が計画されている。